# Campionats del món de ciclisme en ruta de 2011
Els Campionats del món de ciclisme en ruta de 2011 es disputaren del 19 al 25 de setembre de 2011 a Copenhaguen, Dinamarca. La competició consistí en una cursa contrarellotge i una en ruta per a homes, dones i homes sub-23. Es recuperen també les competicions per a júniors, que des del 2004 s'havien disputat a part.

## Resultats
|                                         | Or                                | Or          | Argent                              | Argent      | Bronze                            | Bronze      |
| Proves masculines professionals         |                                   |             |                                     |             |                                   |             |
| Cursa en línia masculina detalls        | Mark Cavendish · Regne Unit       | 5 h 40' 27" | Matthew Goss · Austràlia            | m. t.       | André Greipel · Alemanya          | m. t.       |
| Contrarellotge masculina detalls        | Tony Martin · Alemanya            | 53' 43.85"  | Bradley Wiggins · Regne Unit        | + 1' 15.83" | Fabian Cancellara · Suïssa        | + 1' 20.59" |
| Proves masculines sub-23                |                                   |             |                                     |             |                                   |             |
| Cursa en línia masculina sub-23 detalls | Arnaud Démare · França            | 3h 52' 16"  | Adrien Petit · França               | m. t.       | Andrew Fenn · Regne Unit          | m. t.       |
| Contrarellotge masculina sub-23 detalls | Luke Durbridge · Austràlia        | 42' 47.13"  | Rasmus Christian Quaade · Dinamarca | + 35.38"    | Michael Hepburn · Austràlia       | + 46,47"    |
| Proves femenines elit                   |                                   |             |                                     |             |                                   |             |
| Cursa en línia femenina detalls         | Giorgia Bronzini · Itàlia         | 3h 21' 28"  | Marianne Vos · Països Baixos        | m. t.       | Ina-Yoko Teutenberg · Alemanya    | m. t.       |
| Contrarellotge femenina detalls         | Judith Arndt · Alemanya           | 37' 07.38"  | Linda Villumsen · Nova Zelanda      | + 21.73"    | Emma Pooley · Regne Unit          | + 24.13"    |
| Proves masculines júniors               |                                   |             |                                     |             |                                   |             |
| Cursa en línia masculina júnior detalls | Pierre-Henri Lecuisinier · França | 2h 48' 58"  | Martijn Degreve · Bèlgica           | m. t.       | Steven Lammertink · Països Baixos | m. t.       |
| Contrarellotge masculina júnior detalls | Mads Würtz Schmidt · Dinamarca    | 35' 07.68"  | James Oram · Nova Zelanda           | + 04.11"    | David Edwards · Austràlia         | + 20.79"    |
| Proves femenines júniors                |                                   |             |                                     |             |                                   |             |
| Cursa en línia femenina júnior detalls  | Lucy Garner · Regne Unit          | 1h 46' 17"  | Jessy Druyts · Bèlgica              | m. t.       | Christina Siggaard · Dinamarca    | m. t.       |
| Contrarellotge femenina júnior detalls  | Jessica Allen · Austràlia         | 19' 18.63"  | Elinor Barker · Regne Unit          | + 01.84"    | Mieke Kröger · Alemanya           | + 02.80"    |

## Medaller
| Posició | País          | Or | Plata | Bronze | Total |
| 1       | Regne Unit    | 2  | 2     | 2      | 6     |
| 2       | Austràlia     | 2  | 1     | 2      | 5     |
| 3       | França        | 2  | 1     | 0      | 3     |
| 4       | Alemanya      | 2  | 0     | 3      | 5     |
| 5       | Dinamarca     | 1  | 1     | 1      | 3     |
| 6       | Itàlia        | 1  | 0     | 0      | 1     |
| 7       | Nova Zelanda  | 0  | 2     | 0      | 2     |
| 7       | Bèlgica       | 0  | 2     | 0      | 2     |
| 9       | Països Baixos | 0  | 1     | 1      | 2     |
| 10      | Suïssa        | 0  | 0     | 1      | 1     |
| Total   | Total         | 10 | 10    | 10     | 30    |